# Patrick Mignola
Pour les articles homonymes, voir Mignola.
Patrick Mignola, né le 8 août 1971 à Chambéry (Savoie), est un homme politique français. Il est ministre délégué chargé des Relations avec le Parlement dans le gouvernement Bayrou.
Membre de l'Union pour la démocratie française puis du Mouvement démocrate (MoDem), il est conseiller général de la Savoie de 1998 à 2010, maire de La Ravoire de 2001 à 2017, vice-président du conseil régional d'Auvergne-Rhône-Alpes de 2016 à 2018 et député de la 4e circonscription de la Savoie de 2017 à 2022. De 2018 à la fin de son mandat de député en 2022, il est président du groupe MoDem à l'Assemblée nationale.
En 2024, il est nommé ministre délégué chargé des Relations avec le Parlement dans le gouvernement de François Bayrou.

## Biographie
Né en 1971 à Chambéry, Patrick Mignola devient en 1992 président national du Mouvement des jeunes républicains, mouvement de la jeunesse du Parti républicain, une composante de l'Union pour la démocratie française (UDF) fondée par Valéry Giscard d'Estaing. Il est étudiant à Sciences Po Paris, en section économique et financière en 1993.
Il est membre de plusieurs cabinets ministériels avec François Léotard de 1993 à 1995, François Bayrou de 1995 à 2001, puis Michel Mercier de 2001 à 2005. Il est chargé des fédérations à l'Union pour la démocratie française jusqu'en 1998.
Adjoint au maire à La Ravoire à partir de 1995, il devient maire de la commune en 2001. Il est réélu en 2008 et en 2014.
En 1998, il est élu conseiller général dans le canton de La Ravoire. En 2002, il est élu vice-président du conseil général de la Savoie, chargé de la culture et du patrimoine, réélu en 2004 sous la bannière de l'UPS. Il crée « Les Estivales du château », événement de culture populaire et gratuite. Il abandonne son mandat de conseiller général en 2010, invoquant ses activités professionnelles.
Il se présente sans succès aux élections législatives de 2007.
À partir de 2008, il est président directeur général du Groupe Mignola, entreprise familiale qui emploie 200 salariés. En décembre 2019, l'entreprise Mignola Carrelages SAS est liquidée par le tribunal de commerce de Chambéry, Patrick Mignola invoquant des retards de paiement sur de gros chantiers en cours. Le 22 septembre 2020, le site Médiacités et Anticor relatent des soupçons de prise illégale d'intérêts pour sa femme et lui-même au sujet de la piscine aqualudique du stade Auvergne-Rhône-Alpes.
Il est élu en 2014 président de Métropole Savoie, syndicat métropolitain rassemblant notamment les intercommunalités de Chambéry, d’Aix-les-Bains et de Montmélian. D'abord pressenti comme tête de liste pour le centre pour les élections régionales de 2015,, il se rallie finalement à Laurent Wauquiez, tête de liste en Savoie, ce qui lui permet de devenir en janvier 2016 vice-président de la nouvelle région Auvergne-Rhône-Alpes délégué aux transports. Pour respecter la loi sur le non-cumul des mandats, il abandonne, une fois député, sa fonction de vice-président du conseil régional ainsi que son mandat de maire de La Ravoire et celui de président de Métropole Savoie. Il démissionne du conseil régional d'Auvergne-Rhône-Alpes en octobre 2018, expliquant ne pas se reconnaître dans « les positions de plus en plus droitières des Républicains ».

### Député de laXVelégislature
Candidat La République en marche et Mouvement démocrate (MoDem) aux élections législatives de juin 2017, il est élu député face à la sortante Bernadette Laclais.
Après sa victoire, il est nommé vice-président du Modem. Le 17 octobre 2018, après l’entrée de Marc Fesneau au gouvernement, il est élu président du groupe du Mouvement démocrate et apparentés, dont il était premier vice-président jusqu'alors.
Durant l'été 2020, il appelle les députés de la majorité à rejoindre le groupe MoDem, avec pour objectif de faire perdre la majorité absolue au groupe La République en marche (LREM) : il obtient ainsi l'entrée de douze députés LREM et suscite l'hostilité de son président Gilles Le Gendre. Il se félicite ainsi de n'avoir « pas juste fait un casse au sein de LREM » mais d'avoir « élargi la majorité » et « opéré une frappe chirurgicale millimétrée », estimant que « l’hégémonie est mauvaise conseillère ». Proche de Marc Fesneau, il incarne avec lui, selon Libération, « un duo qui finit par incarner la nouvelle génération des centristes restés fidèles à Bayrou ».
Le 24 novembre 2020, il vote, en première lecture, en faveur de la proposition de loi relative à la sécurité globale. Il affirme, après les manifestations du 28 novembre 2020 contre cette loi, que l’article 24 est « bon dans ses objectifs, mais mal écrit par les technocrates »,.
Début 2021, il dépose deux propositions de loi visant à instituer le scrutin proportionnel plurinominal pour les élections législatives de 2022.
Le qualifiant de « tête brûlée », L'Opinion indique qu'il « se plaît à alimenter la presse en punchlines sans langue de bois dont le journalisme politique se nourrit. Quitte à parfois s’autoriser quelques libertés qui font grincer des dents en macronie ». Le journal le présente comme un « libéral convaincu, qui se dit plutôt de droite sur les questions économiques et de gauche sur les questions sociétales ».
Patrick Mignola est battu par le candidat insoumis Jean-François Coulomne, lors de l'élection législative de 19 juin 2022.
Il représente au sein du Modem un « positionnement très à droite en matière économique ».

### Après l'Assemblée
Patrick Mignola est nommé vice-président et porte-parole du MoDem en juillet 2022.
En avril 2023, il rejoint le cabinet de conseil en recrutement Haxio Talent en tant que cadre supérieur.
En décembre 2024, il est nommé Ministre délégué assistant au conseil des ministres, chargé des relations avec le Parlement, dans le gouvernement formé par François Bayrou.

## Détail des mandats et fonctions
- adjoint au maire de la Ravoire de 1995 à 2001
- Conseiller général de la Savoie de 1998 à 2010
- Maire de La Ravoire de 2001 à 2017
- Conseiller régional Auvergne-Rhône-Alpes du 4 janvier 2016 à 2018
- Vice-président de la Région Auvergne-Rhône-Alpes, délégué au transport de janvier 2016 à juin 2017
- Député de la 4e circonscription de la Savoie de 2017 à 2022
- Président du groupe MoDem et Démocrates Apparentés à l'Assemblée nationale de 2018 à juin 2022
- Ministre délégué chargé des relations avec le Parlement à partir de décembre 2024

## Distinctions
Le 2 juin 2023, il est nommé au grade de chevalier dans l'ordre national du Mérite au titre de « ancien conseiller régional d'Auvergne-Rhône-Alpes, ancien député de la Savoie, ancien maire de La Ravoire, ancien président d'un groupe politique à l'Assemblée nationale ; 30 ans de services ».

## Pour approfondir